# Mary Lou Forbes
Mary Lou "Ludie" Forbes (nascida Werner; Alexandria, 21 de junho de 1926 – Alexandria, 27 de junho de 2009) foi uma jornalista e comentarista americana. Ela passou seis décadas no Washington Evening Star e no The Washington Times, trabalhando como editora de comentários do Times até semanas antes de sua morte. Posteriormente, Mary Lou Werner ganhou o Prêmio Pulitzer anual de Reportagem Local (Edition Time) por sua cobertura da Evening Star da crise de integração escolar de 1958 na Virgínia após a decisão da Suprema Corte dos Estados Unidos em 1954 em Brown v. Board of Education.

## Biografia
Mary Lou Werner nasceu em Alexandria, Virgínia, e foi criada por sua mãe viúva. Ela se formou na George Washington High School (mais tarde uma das escolas constituintes da TC Williams High School) e frequentou brevemente a Universidade de Maryland, onde se formou em matemática, mas foi forçada a desistir devido a considerações financeiras. Werner havia se candidatado a um cargo no Washington Evening Star porque estava localizado em Washington, DC, ao longo de uma rota de ônibus que ia até sua casa em Alexandria. Ela tinha visto um anúncio de jornal para uma posição de contabilidade, mas aceitou uma posição como copiadora depois de descobrir que a vaga que ela queria já estava preenchida. Ela trabalhou como mentora para repórteres como Carl Bernstein, que ela conheceu quando ele começou no Star como copiador.
Werner cobriu o programa de “resistência massiva” de oposição à integração escolar que havia sido empreendido pelo senador norte-americano Harry F. Byrd e seguido pelo governador da Virgínia, J. Lindsay Almond, que havia proclamado em seu discurso de posse em 1958 que “integração em qualquer lugar significa destruição em todos os lugares”. Sob a pressão constante de cumprir prazos em um jornal da tarde que publicava cinco edições diárias, ela relatou uma história em rápido progresso ao longo de um ano, compilando informações de ações judiciais e outros eventos e sintetizando-as em uma história coerente. Werner observou que "Noventa por cento das minhas coisas seriam ditadas, bem de cabeça".
Ela foi nomeada para gerenciar a página de comentários do Times em 1984, dois anos depois de sua criação, onde ajudou a fomentar a carreira do comentarista conservador e especialista Cal Thomas, cujas colunas apareceram pela primeira vez no jornal em meados da década de 1980.

## Morte
Forbes morreu de câncer de mama no Hospital Inova Alexandria em Alexandria, Virgínia, em 27 de junho de 2009, seis dias após seu aniversário de 83 anos. Ela havia sido diagnosticada apenas algumas semanas antes.